# Benjamin Cavet
Benjamin Cavet (Maidstone, 1 januari 1994) is een Franse freestyleskiër. Hij vertegenwoordigde Frankrijk op de Olympische Winterspelen 2014 in Sotsji en op de Olympische Winterspelen 2018 in Pyeongchang.

## Carrière
Bij zijn wereldbekerdebuut, in december 2011 in Ruka, scoorde Cavet direct wereldbekerpunten. Tijdens de Olympische Winterspelen van 2014 in Sotsji eindigde de Fransman als achtste op het onderdeel moguls. Op 15 maart 2014 behaalde hij in Voss zijn eerste toptienklassering in een wereldbekerwedstrijd. Zes dagen later stond Cavet in La Plagne voor de eerste maal in zijn carrière op het podium van een wereldbekerwedstrijd. 
Op de wereldkampioenschappen freestyleskiën 2017 in de Spaanse Sierra Nevada veroverde de Fransman de zilveren medaille op het onderdeel moguls, op het onderdeel dual moguls eindigde hij op de negende plaats. Tijdens de Olympische Winterspelen van 2018 in Pyeongchang eindigde Cavet als 25e op het onderdeel moguls.
Op 18 januari 2019 boekte hij in Lake Placid zijn eerste wereldbekerzege. In Park City nam de Fransman deel aan de wereldkampioenschappen freestyleskiën 2019. Op dit toernooi eindigde hij als vijfde op het onderdeel moguls en als zesde op het onderdeel dual moguls.

## Resultaten

### Olympische Winterspelen
| Jaar | Plaats      | Resultaten |
| ---- | ----------- | ---------- |
| 2014 | Sotsji      | 8e Moguls  |
| 2018 | Pyeongchang | 25e Moguls |

### Wereldkampioenschappen
| Jaar | Plaats        | Resultaten               |
| ---- | ------------- | ------------------------ |
| 2017 | Sierra Nevada | 9e Dual Moguls · Moguls  |
| 2019 | Park City     | 6e Dual Moguls 5e Moguls |

### Wereldbeker
Eindklasseringen
| Seizoen   | Algm | MO     |
| --------- | ---- | ------ |
| 2011/2012 | 129e | 31e    |
| 2012/2013 | 274e | 52e    |
| 2013/2014 | 82e  | 14e    |
| 2014/2015 | 68e  | 16e    |
| 2015/2016 | 10e  | Brons  |
| 2016/2017 | 5e   | Zilver |
| 2017/2018 | 26e  | 6e     |
| 2018/2019 | 6e   | Brons  |
| 2019/2020 | 9e   | Brons  |

Wereldbekerzeges
| Datum            | Plaats      | Onderdeel |
| ---------------- | ----------- | --------- |
| 19 januari 2019  | Lake Placid | Moguls    |
| 12 december 2020 | Idre Fjäll  | Moguls    |